# 巴斯 (密西根州)
巴斯（英語：Bath）是位於美國密西根州克林頓縣的一個普查規定居民點。

## 人口
根據2020年美國人口普查的數據，巴斯的面積為15.69平方千米，當中陸地面積為15.18平方千米，而水域面積為0.51平方千米。當地共有人口2841人，而人口密度為每平方千米181.07人。